# High Island, Inishshark and Davillaun SPA
High Island, Inishshark and Davillaun SPA este o arie protejată (arie de protecție specială avifaunistică — SPA) din Irlanda întinsă pe o suprafață de 1.216,95 ha, integral pe uscat.

## Localizare
Centrul sitului High Island, Inishshark and Davillaun SPA este situat la coordonatele 53°36′02″N 10°14′56″W / 53.600596°N 10.249005°V.

## Înființare
Situl High Island, Inishshark and Davillaun SPA a fost declarat arie de protecție specială avifaunistică în septembrie 2010 pentru a proteja 8 specii de animale.

## Biodiversitate
Situată în ecoregiunea atlantică, aria protejată nu include niciun habitat protejat.
La baza desemnării sitului se află mai multe specii protejate de  păsări (8): Branta leucopsis, Fulmarus glacialis, Larus argentatus, pescăruș sur (Larus canus), Phalacrocorax aristotelis, Puffinus puffinus, Rissa tridactyla, Sterna paradisaea.